# Valery Nahayo
Valery Nahayo (Bujumbura,15 de abril de 1984) é um futebolista do Burundi.
Atua como zagueiro e joga atualmente no Kaizer Chiefs Football Club.

## References
1. ↑  «Chiefs signs Nahayo from Cosmos». Kaizer Chiefs. 20 de junho de 2008. Consultado em 24 de junho de 2008